# Повені в Петрополісі (2022)
Повені в Петрополісі — 15 лютого 2022 року інтенсивні опади в Петрополісі, Ріо-де-Жанейро, Бразилія, спричинили зсуви та повені, які зруйнували частину міста. Внаслідок катастрофи загинула щонайменше 231 людина.

## Фон
Петрополіс — популярне туристичне місто в Бразилії, і в міру того, як воно розширювалося, його бідніші жителі забудовували довколишні гірські схили. Це призвело до вирубки лісів і поганого дренажу в цих районах міста. З 2007 по 2010 рік геологи виконали ряд звітів і склали карту ризику зсувів для району Кітандінья та виявили найбільш вразливі райони муніципалітету. Ці висновки мали бути поширені по всьому Петрополісу, але через недостатнє фінансування цього не сталося. Крім того, у 2017 році місцева влада Петрополіса замовила обстеження та виявила 15 240 будинків із високим ризиком руйнування через проливні дощі, які охопили близько 18% території міста. Однак місто не змогло вжити заходів щодо цього повідомлення.
Національний центр сповіщень про стихійні лиха (Cemaden) опублікував попередження про масштаби шторму за два дні до повеней 15 лютого. На думку фахівців, попередження повинно було спонукати владу мобілізуватись для евакуації жителів. Незважаючи на інтенсивність трагедії, яка буде зображена через кілька годин, це попередження було видано за класифікацією «помірного ризику зсувів».

## Події

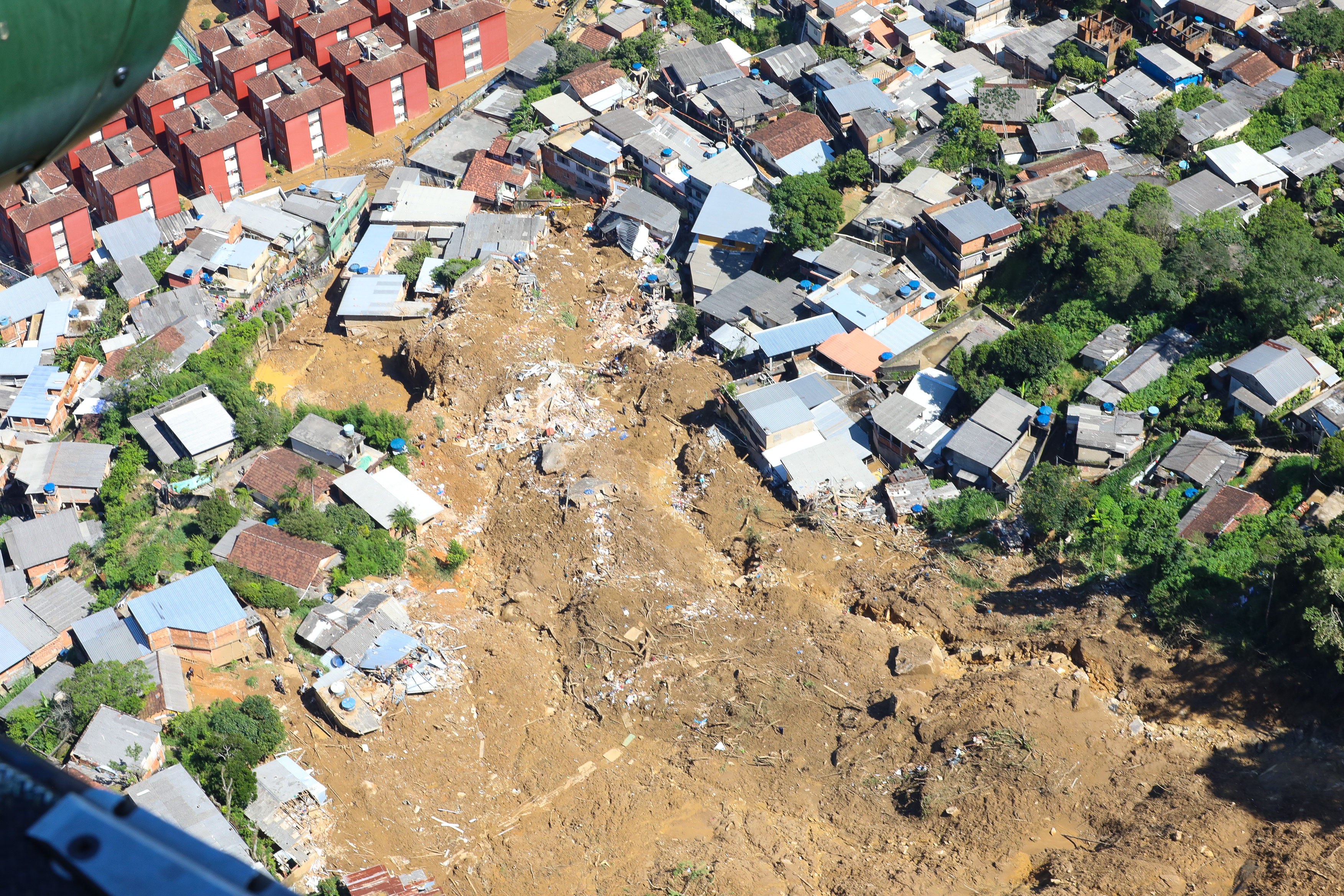
Схід селевих потоків 18 лютого

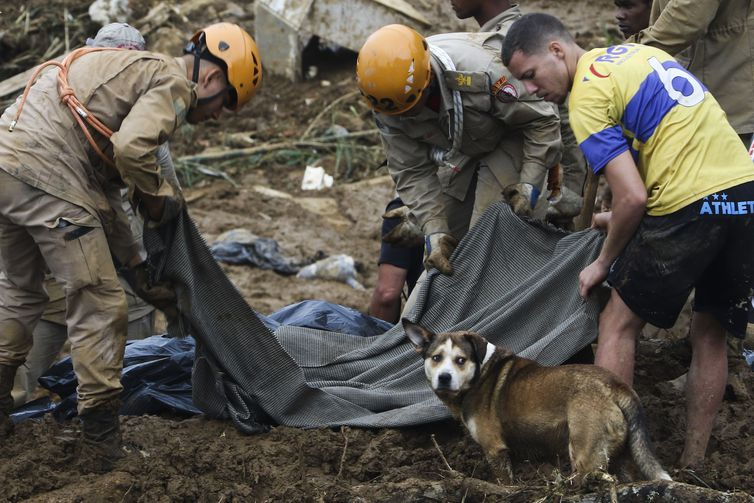
Співробітники першої допомоги під час рятувальної операції

15 лютого 2022 року в місті Петрополіс протягом трьох годин випала надзвичайно велика кількість дощу – 258 міліметрів (10,2 дюйма). Це більше, ніж за попередні 30 днів разом узяті, і це найвологіший день  що був в місті з 1932 року. За словами Кемадена, 250 мм дощу, зареєстрованого протягом дня, було зареєстровано між 16:20. та 7:20 вечора. Кліматологічна норма для лютого склала 185 міліметрів (7,3 дюйма). Це був найбільший шторм в історії Петрополіса з моменту початку вимірювань у 1932 році. Попередній рекорд був зафіксований 20 серпня 1952 року, коли випало 168,2 мм дощу (6,62 дюйма) за 24 години.
Високий рівень опадів спричинив повінь у місті, а також дестабілізував схил гори, спричинивши зсуви. Відео стихійного лиха широко поширювалися в соціальних мережах, на них було видно автомобілі та будинки, які затягують зсуви. Станом на 21 лютого кількість загиблих досягла 176, у тому числі щонайменше 27 дітей і підлітків. Станом на 28 лютого кількість загиблих зросла до 231 людини, 5 осіб вважаються зниклими безвісти. Ця подія є найбільш смертоносною повінню та селевим потоком в історії Петрополіса, перевищивши подію 1988 року, коли загинула 171 людина.

## Наслідки
Збитки від повеней і зсувів перевищили 1 мільярд бразильських реалів з урахуванням витрат на реконструкцію. Очікувані втрати становлять 665 мільйонів реалів від валового внутрішнього продукту (ВВП) муніципалітету, що еквівалентно 2%, у даних, які враховують лише прямий вплив. Крім того, було пошкоджено товарів на суму понад 78 мільйонів реалів.

## Реакція
Мерія Петрополіса оголосила триденну жалобу.

Клаудіо Кастро, губернатор штату Ріо-де-Жанейро, порівняв ситуацію із зоною бойових дій: 
«Ситуація майже схожа на війну... Машини, що висять на стовпах, машини перекинуті, багато бруду та води».
Президент Жаір Болсонару, який на момент повені перебував у дипломатичній поїздці в Росії та Угорщині, висловив солідарність з містом. Пізніше було підтверджено, що Болсонару відвідає Петрополіс після повернення до Бразилії. Федеральний уряд Бразилії також оголосив, що виділить місту 2,3 мільйона реалів.
У Міністерстві охорони здоров'я заявили, що допоможуть ситуації, надавши медичні ресурси. Там також повідомили, що внаслідок повені постраждали 13 базових медичних пунктів (ОПМ) та одне відділення швидкої медичної допомоги (УПА).